# Tribaldos
Tribaldos è un comune spagnolo di 95 abitanti situato nella comunità autonoma di Castiglia-La Mancia.